# Reginald Scot
Pour les articles homonymes, voir Scot.
Reginald Scot (c. 1538 - 9 octobre 1599) est un écrivain anglais, auteur d’un ouvrage sur la culture du houblon (Perfect Platform of a Hop-garden, and necessary instructions for the making and maintenance thereof, with Notes and Rules for Reformation of all Abuses publié en 1574) et de The Discoverie of Witchcraft (La sorcellerie démystifiée), publié en 1584, essai écrit pour démontrer que les sorcières n’existent pas, en décrivant comment se font des tours apparemment miraculeux. Ce livre est souvent mentionné comme le premier ouvrage sur la prestidigitation.
Scot croyait que les poursuites judiciaires contre les personnes soupçonnées de sorcellerie étaient irrationnelles et non-chrétiennes. Il en tenait l’Église catholique pour responsable. Les exemplaires de son livre furent condamnés à être brûlés dès l’accession de Jacques Ier Stuart au trône d’Angleterre en 1603 et ceux qui ont échappé au bûcher sont très rares. En 1586, la Chambre étoilée avait considérablement durci les lois sur la censure.
Le chapitre sur les tours de magie fut largement plagié, et constitua une partie importante (souvent la totalité) des textes des livres de magie en langue anglaise des XVIIe et XVIIIe siècles.
Le livre raconte aussi des histoires de phénomènes inexpliqués, associés aux convictions religieuses. Le diable y est mentionné, notamment sa capacité à absorber l’âme des gens. Le livre cite également des magiciens dotés de pouvoirs surnaturels dont ils avaient fait la démonstration à la cour des rois.

## Source
- (en) Cet article est partiellement ou en totalité issu de l’article de Wikipédia en anglais intitulé « Reginald Scot » (voir la liste des auteurs).